# 両洋艦隊法
両洋艦隊法（りょうようかんたいほう、Two-Ocean Navy Act）は、1940年7月19日に制定されたアメリカ合衆国の法律。
第二次世界大戦勃発、さらに1940年6月のドイツ軍のパリ入城を受け、アメリカ海軍作戦部長ハロルド・スタークが提案したアメリカ海軍の第四次拡張計画（Stark's planスタークスプラン）の実現のため、予算措置がとられた法律である。大西洋、太平洋の両方で、ドイツや日本に対抗する海軍建設が決定された。

## 内容
内容は下記の通り。
- エセックス級航空母艦 8隻
- アイオワ級戦艦 2隻（後に建造中止）
- モンタナ級戦艦 5隻（後に建造中止）
- アラスカ級大型巡洋艦 6隻（うち4隻は後に建造中止）
- ボルチモア級重巡洋艦 4隻
- クリーブランド級軽巡洋艦 13隻
- アトランタ級軽巡洋艦 4隻
- フレッチャー級駆逐艦 100隻、グリーブス級駆逐艦 13隻、ベンソン級駆逐艦 2隻
- ガトー級潜水艦 43隻
- 航空機 15,000機
- 補助艦艇の改装 10万トン分
- 巡視船、護衛船、その他の船舶 5000万ドル
- 設備 1億5000万ドル
- 兵器と弾薬の製造 6500万ドル
- 施設拡張 3500万ドル

艦艇は計257隻、総トン数1,325,000トンであり、それまでのアメリカ海軍から7割増となった。この数字は大日本帝国海軍の当時の連合艦隊の総戦力147万トンに匹敵し、圧倒的な計画であった。

## 影響
ロンドン海軍軍縮条約によって決められた対米7割という戦力比に不満を持ち、条約脱退を主張した大日本帝国海軍の対米強硬派（いわゆる艦隊派）の思惑とは裏腹に、この計画通りに艦艇が完成した場合、帝国海軍の戦力は対米5割に落ち込むこととなる。この事実が、戦力比が不利になる前に短期決戦で何とかしようと対米開戦を決意した一因ともなった。